# One 31
One 31 (полное название — Channel One 31; тайск. สถานีโทรทัศน์ช่องวัน 31) — тайский цифровой телеканал, принадлежащий GMM Grammy в рамках The One Enterprise. Телеканал предлагает разнообразный контент, такой как драмы, эстрадные программы, конкурсы, новости и развлекательные передачи.

## История
One 31 впервые вышел в эфир 1 декабря 2011 года под названием 1-Sky One (тайск. วัน-สกาย วัน) с контентом и телевизионными программами, произведёнными дочерними компаниями GMM Grammy. 1 апреля 2012 года название было изменено на GMM Z Hitz (тайск. จีเอ็มเอ็มแซต ฮิตส์).
1 ноября 2012 года телеканал стал именоваться GMM One. Нынешнее же название было утверждено 2 декабря 2015 года.

## Информационное агентство
One News Agency — информационное агентство The One Enterprise, производящее новостные программы в различных форматах для трансляции на телеканале One 31.
1 августа 2014 года GMM Grammy впервые начали представлять новостные программы на One 31 под названием One News. Это считается первой новостной службой GMM.